# Eulejeunea isomorpha
Eulejeunea isomorpha là một loài Rêu trong họ Lejeuneaceae. Loài này được (Gottsche) Stephani mô tả khoa học đầu tiên năm 1901.